# Francja na Letnich Igrzyskach Paraolimpijskich 1960
Francja na Letnich Igrzyskach Paraolimpijskich 1960 w Rzymie reprezentowało 6 zawodników w 4 dyscyplinach: łucznictwo, lekkoatletyka, pływanie i rzut lotkami. Reprezentacja Francji zdobyła 7 medali: 3 złote, 3 srebrne i 1 brązową. Zajęli 9. miejsce w klasyfikacji medalowej.